# Christophe Paturange
Christophe Paturange est un cadreur et directeur de la photographie français.

## Filmographie
- 2002 : Le Boulet d'Alain Berbérian et Frédéric Forestier
- 2003 : Après la pluie, le beau temps de Nathalie Schmidt
- 2005 : L'Amour aux trousses de Philippe de Chauveron
- 2006 : Lettres de la Mer Rouge d'Éric Martin et Emmanuel Caussé
- 2007 : Les Liens du sang de Régis Musset
- 2009 : No Pasaran d'Éric Martin et Emmanuel Caussé
- 2011 : L'Élève Ducobu de Philippe de Chauveron
- 2012 : Les Vacances de Ducobu de Philippe de Chauveron
- 2014 : Jusqu'au dernier de François Velle